# Demond Greene
Demond Williams Greene (n. 15 de junio de 1979) es un exjugador de baloncesto alemán. Con 1.85 m de estatura, jugaba en la posición de escolta y de base. Nació en Fort Hood estado de Texas, Estados Unidos. Su padre es estadounidense y su madre es alemana. 

## Trayectoria
- 2000-2001:  DJK Würzburg
- 2001-2002 : Würzburg Baskets
- 2002-2005:  Bayer Leverkusen
- 2005-2007:  ALBA Berlín
- 2007-2009:  Brose Baskets
- 2009-2010:  Olympia Larissa
- 2010-2014:  Bayern Munich